# Mursu (räddningsfartyg, 1902)
Mursu var ett finländskt räddningsfartyg. Fartyget deltog bland annat i evakueringen av Porkalaområdet. Mursu är finska för "valross" och fungerar även som ett av många traditionsnamn inom den finska flottan för olika trängfartyg. Idag finns bland annat ett fartyg av Valas-klassen med samma namn.